# Nik Kershaw/Diskografie
Diese Diskografie ist eine Übersicht über die musikalischen Werke des britischen Pop-Musikers Nik Kershaw. Den Schallplattenauszeichnungen zufolge hat er bisher mehr als 3,1 Millionen Tonträger verkauft. Seine erfolgreichste Veröffentlichung ist die Autorenbeteiligung The One and Only für Chesney Hawkes mit über 620.000 verkauften Tonträgern.

## Alben

### Studioalben
| Jahr | Titel               | Höchstplatzierung, Gesamtwochen, AuszeichnungChartplatzierungen (Jahr, Titel, Platzierungen, Wochen, Auszeichnungen, Anmerkungen) | Höchstplatzierung, Gesamtwochen, AuszeichnungChartplatzierungen (Jahr, Titel, Platzierungen, Wochen, Auszeichnungen, Anmerkungen) | Höchstplatzierung, Gesamtwochen, AuszeichnungChartplatzierungen (Jahr, Titel, Platzierungen, Wochen, Auszeichnungen, Anmerkungen) | Höchstplatzierung, Gesamtwochen, AuszeichnungChartplatzierungen (Jahr, Titel, Platzierungen, Wochen, Auszeichnungen, Anmerkungen) | Höchstplatzierung, Gesamtwochen, AuszeichnungChartplatzierungen (Jahr, Titel, Platzierungen, Wochen, Auszeichnungen, Anmerkungen) | Anmerkungen                                                 |
| Jahr | Titel               | DE | AT | CH | UK | US | Anmerkungen                                                 |
| ---- | ------------------- | --- | --- | --- | --- | --- | ----------------------------------------------------------- |
| 1984 | Human Racing        | DE8 (27 Wo.)DE | — | CH12 (24 Wo.)CH | UK5 Platin · (61 Wo.)UK | US70 (17 Wo.)US | Erstveröffentlichung: 27. Februar 1984 Verkäufe: + 350.000  |
| 1984 | The Riddle          | DE12 (22 Wo.)DE | — | CH23 (7 Wo.)CH | UK8 Platin · (36 Wo.)UK | US113 (10 Wo.)US | Erstveröffentlichung: 19. November 1984 Verkäufe: + 320.000 |
| 1986 | Radio Musicola      | — | — | — | UK47 Silber · (3 Wo.)UK | — | Erstveröffentlichung: 24. Oktober 1986 Verkäufe: + 60.000   |
| 1989 | The Works           | — | — | — | — | — | Erstveröffentlichung: 22. Mai 1989                          |
| 1999 | 15 Minutes          | — | — | — | — | — | Erstveröffentlichung: 18. Januar 1999                       |
| 2001 | To Be Frank         | — | — | — | — | — | Erstveröffentlichung: 23. April 2001                        |
| 2006 | You’ve Got to Laugh | — | — | — | — | — | Erstveröffentlichung: 26. Oktober 2006                      |
| 2012 | Ei8ht               | — | — | — | UK91 (1 Wo.)UK | — | Erstveröffentlichung: 6. August 2012                        |
| 2020 | Oxymoron            | — | — | — | — | — | Erstveröffentlichung: 16. Oktober 2020                      |

### Livealben
- 1987: BBC Transcription Services – Live in Concert
- 2011: Live in Germany 1984
- 2013: The Riddle – Live in Concert

### Kompilationen
| Jahr | Titel     | Höchstplatzierung, Gesamtwochen, AuszeichnungChartplatzierungen (Jahr, Titel, Platzierungen, Wochen, Auszeichnungen, Anmerkungen) | Höchstplatzierung, Gesamtwochen, AuszeichnungChartplatzierungen (Jahr, Titel, Platzierungen, Wochen, Auszeichnungen, Anmerkungen) | Höchstplatzierung, Gesamtwochen, AuszeichnungChartplatzierungen (Jahr, Titel, Platzierungen, Wochen, Auszeichnungen, Anmerkungen) | Höchstplatzierung, Gesamtwochen, AuszeichnungChartplatzierungen (Jahr, Titel, Platzierungen, Wochen, Auszeichnungen, Anmerkungen) | Höchstplatzierung, Gesamtwochen, AuszeichnungChartplatzierungen (Jahr, Titel, Platzierungen, Wochen, Auszeichnungen, Anmerkungen) | Anmerkungen                            |
| Jahr | Titel     | DE | AT | CH | UK | US | Anmerkungen                            |
| ---- | --------- | --- | --- | --- | --- | --- | -------------------------------------- |
| 2023 | Collected | DE62 (1 Wo.)DE | — | — | — | — | Erstveröffentlichung: 24. Februar 2023 |

Weitere Kompilationen
- 1991: The Collection
- 1993: The Best of
- 1995: Anthology
- 1997: Wouldn’t It Be Good
- 1998: Greatest Hits
- 2000: The Essential (UK: Silber)
- 2005: Then & Now: The Best of Nik Kershaw
- 2005: Your Brave Face
- 2010: No Frills

### Remixalben
- 1998: ’98 Remixes

### EPs
- 2020: These Little Things
- 2022: Songs from the Shelf, Pt. 1
- 2023: Songs from the Shelf, Pt. 2

## Singles

### Als Leadmusiker
| Jahr | Titel Album                                    | Höchstplatzierung, Gesamtwochen/‑monate, AuszeichnungChartplatzierungen (Jahr, Titel, Album, Platzierungen, Wochen/Monate, Auszeichnungen, Anmerkungen) | Höchstplatzierung, Gesamtwochen/‑monate, AuszeichnungChartplatzierungen (Jahr, Titel, Album, Platzierungen, Wochen/Monate, Auszeichnungen, Anmerkungen) | Höchstplatzierung, Gesamtwochen/‑monate, AuszeichnungChartplatzierungen (Jahr, Titel, Album, Platzierungen, Wochen/Monate, Auszeichnungen, Anmerkungen) | Höchstplatzierung, Gesamtwochen/‑monate, AuszeichnungChartplatzierungen (Jahr, Titel, Album, Platzierungen, Wochen/Monate, Auszeichnungen, Anmerkungen) | Höchstplatzierung, Gesamtwochen/‑monate, AuszeichnungChartplatzierungen (Jahr, Titel, Album, Platzierungen, Wochen/Monate, Auszeichnungen, Anmerkungen) | Anmerkungen                                                  |
| Jahr | Titel Album                                    | DE | AT | CH | UK | US | Anmerkungen                                                  |
| ---- | ---------------------------------------------- | --- | --- | --- | --- | --- | ------------------------------------------------------------ |
| 1983 | I Won’t Let the Sun Go Down on Me Human Racing | DE12 (14 Wo.)DE | — | CH6 (11 Wo.)CH | UK2 Silber · (21 Wo.)UK | — | Erstveröffentlichung: 16. September 1983 Verkäufe: + 200.000 |
| 1984 | Wouldn’t It Be Good Human Racing               | DE2 (18 Wo.)DE | AT12 (1 Mt.)AT | CH3 (14 Wo.)CH | UK4 Silber · (15 Wo.)UK | US46 (13 Wo.)US | Erstveröffentlichung: 16. Januar 1984 Verkäufe: + 200.000    |
| 1984 | Dancing Girls Human Racing                     | DE21 (11 Wo.)DE | — | — | UK13 (10 Wo.)UK | — | Erstveröffentlichung: 24. März 1984                          |
| 1984 | Human Racing                                   | — | — | — | UK19 (8 Wo.)UK | — | Erstveröffentlichung: 31. August 1984                        |
| 1984 | The Riddle                                     | DE8 (14 Wo.)DE | — | CH15 (9 Wo.)CH | UK3 Silber · (11 Wo.)UK | — | Erstveröffentlichung: 6. November 1984 Verkäufe: + 200.000   |
| 1985 | Wide Boy The Riddle                            | DE25 (9 Wo.)DE | — | — | UK9 (8 Wo.)UK | — | Erstveröffentlichung: 1. März 1985                           |
| 1985 | Don Quixote The Riddle                         | DE39 (7 Wo.)DE | — | — | UK10 (7 Wo.)UK | — | Erstveröffentlichung: 22. Juli 1985                          |
| 1985 | When a Heart Beats Radio Musicola              | DE55 (5 Wo.)DE | — | — | UK27 (7 Wo.)UK | — | Erstveröffentlichung: 18. November 1985                      |
| 1986 | Nobody Knows Radio Musicola                    | — | — | — | UK44 (3 Wo.)UK | — | Erstveröffentlichung: 29. September 1986                     |
| 1986 | Radio Musicola                                 | — | — | — | UK43 (2 Wo.)UK | — | Erstveröffentlichung: 1. Dezember 1986                       |
| 1989 | One Step Ahead The Works                       | — | — | — | UK55 (2 Wo.)UK | — | Erstveröffentlichung: 23. Januar 1989                        |
| 1999 | Somebody Loves You 15 Minutes                  | — | — | — | UK70 (1 Wo.)UK | — | Erstveröffentlichung: 15. Februar 1999                       |
| 2001 | Wounded To Be Frank                            | — | — | — | UK100 (1 Wo.)UK | — | Erstveröffentlichung: 7. Mai 2001                            |

Weitere Singles
- 1987: James Cagney
- 1989: Elisabeth’s Eyes
- 1999: What Do You Think of It So Far
- 2012: The Sky’s the Limit
- 2020: From Cloudy Bay to Malibu

### Als Gastmusiker
| Jahr | Titel Album                    | Höchstplatzierung, Gesamtwochen, AuszeichnungChartplatzierungen (Jahr, Titel, Album, Platzierungen, Wochen, Auszeichnungen, Anmerkungen) | Höchstplatzierung, Gesamtwochen, AuszeichnungChartplatzierungen (Jahr, Titel, Album, Platzierungen, Wochen, Auszeichnungen, Anmerkungen) | Höchstplatzierung, Gesamtwochen, AuszeichnungChartplatzierungen (Jahr, Titel, Album, Platzierungen, Wochen, Auszeichnungen, Anmerkungen) | Höchstplatzierung, Gesamtwochen, AuszeichnungChartplatzierungen (Jahr, Titel, Album, Platzierungen, Wochen, Auszeichnungen, Anmerkungen) | Höchstplatzierung, Gesamtwochen, AuszeichnungChartplatzierungen (Jahr, Titel, Album, Platzierungen, Wochen, Auszeichnungen, Anmerkungen) | Anmerkungen                                                                                              |
| Jahr | Titel Album                    | DE | AT | CH | UK | US | Anmerkungen                                                                                              |
| ---- | ------------------------------ | --- | --- | --- | --- | --- | --- |
| 1987 | Let It Be –                    | DE3 (14 Wo.)DE | AT4 (14 Wo.)AT | CH1 (14 Wo.)CH | UK1 Gold · (7 Wo.)UK | — | Erstveröffentlichung: 23. März 1987 Verkäufe: + 400.000; mit Ferry Aid                                   |
| 1991 | I Wanna Change the Score Still | DE55 (11 Wo.)DE | — | — | — | — | Erstveröffentlichung: 17. Juni 1991 Tony Banks & Nik Kershaw                                             |
| 1997 | On & On People in Room No.8    | DE80 (6 Wo.)DE | — | — | — | — | Erstveröffentlichung: 10. Februar 1997 Mandoki mit Ian Anderson, Nik Kershaw, Jack Bruce & Bobby Kimball |
| 1999 | Sometimes Darkdancer           | — | — | — | UK56 (1 Wo.)UK | — | Erstveröffentlichung: 26. Juli 1999 Les Rythmes Digitales feat. N. K.                                    |

Weitere Gastbeiträge
- 1991: Red Day on Blue Street (Tony Banks & Nik Kershaw)
- 1991: The Final Curtain (Tony Banks & Nik Kershaw)
- 1993: Old Friend (Elton John & Nik Kershaw)
- 2010: Love Conquers All (Kim Wilde feat. Nik Kershaw)

## Videoalben
- 1984: Single Pictures
- 1984: Live from the Hammersmith Odeon
- 2005: Classic
- 2005: Then and Now
- 2011: Live in Germany 1984
- 2013: Live at O2 Shepherd’s Bush Empire

## Autorenbeteiligungen und Produktionen

### Nik Kershaw als Autor in den Charts
| Jahr | Titel Interpretation                                                | Höchstplatzierung, Gesamtwochen, AuszeichnungChartplatzierungen (Jahr, Titel, Interpretation, Platzierungen, Wochen, Auszeichnungen, Anmerkungen) | Höchstplatzierung, Gesamtwochen, AuszeichnungChartplatzierungen (Jahr, Titel, Interpretation, Platzierungen, Wochen, Auszeichnungen, Anmerkungen) | Höchstplatzierung, Gesamtwochen, AuszeichnungChartplatzierungen (Jahr, Titel, Interpretation, Platzierungen, Wochen, Auszeichnungen, Anmerkungen) | Höchstplatzierung, Gesamtwochen, AuszeichnungChartplatzierungen (Jahr, Titel, Interpretation, Platzierungen, Wochen, Auszeichnungen, Anmerkungen) | Höchstplatzierung, Gesamtwochen, AuszeichnungChartplatzierungen (Jahr, Titel, Interpretation, Platzierungen, Wochen, Auszeichnungen, Anmerkungen) | Anmerkungen                                                                                   |
| Jahr | Titel Interpretation                                                | DE | AT | CH | UK | US | Anmerkungen                                                                                   |
| ---- | ------------------------------------------------------------------- | --- | --- | --- | --- | --- | --------------------------------------------------------------------------------------------- |
| 1983 | I Won’t Let the Sun Go Down on Me Nik Kershaw                       | DE12 (14 Wo.)DE | — | CH6 (11 Wo.)CH | UK2 Silber · (18 Wo.)UK | — | Erstveröffentlichung: 16. September 1983 Verkäufe: + 200.000                                  |
| 1984 | Wouldn’t It Be Good Nik Kershaw                                     | DE2 (18 Wo.)DE | AT12 (4 Wo.)AT | CH3 (14 Wo.)CH | UK4 Silber · (14 Wo.)UK | US46 (13 Wo.)US | Erstveröffentlichung: 16. Januar 1984 Verkäufe: + 200.000                                     |
| 1984 | Dancing Girls Nik Kershaw                                           | DE21 (11 Wo.)DE | — | — | UK13 (9 Wo.)UK | — | Erstveröffentlichung: 24. März 1984                                                           |
| 1984 | Sonne auf der Haut Juliane Werding                                  | DE64 (11 Wo.)DE | — | — | — | — | Erstveröffentlichung: 28. Mai 1984                                                            |
| 1984 | Human Racing Nik Kershaw                                            | — | — | — | UK19 (7 Wo.)UK | — | Erstveröffentlichung: 31. August 1984                                                         |
| 1984 | The Riddle Nik Kershaw                                              | DE8 (14 Wo.)DE | — | CH15 (9 Wo.)CH | UK3 Silber · (11 Wo.)UK | — | Erstveröffentlichung: 6. November 1984 Verkäufe: + 200.000                                    |
| 1985 | Wide Boy Nik Kershaw                                                | DE25 (9 Wo.)DE | — | — | UK9 (8 Wo.)UK | — | Erstveröffentlichung: 1. März 1985                                                            |
| 1985 | Don Quixote Nik Kershaw                                             | DE39 (7 Wo.)DE | — | — | UK10 (7 Wo.)UK | — | Erstveröffentlichung: 22. Juli 1985                                                           |
| 1985 | When a Heart Beats Nik Kershaw                                      | DE55 (5 Wo.)DE | — | — | UK27 (7 Wo.)UK | — | Erstveröffentlichung: 18. November 1985                                                       |
| 1986 | Nobody Knows Nik Kershaw                                            | — | — | — | UK44 (3 Wo.)UK | — | Erstveröffentlichung: 29. September 1986                                                      |
| 1986 | Radio Musicola Nik Kershaw                                          | — | — | — | UK43 (2 Wo.)UK | — | Erstveröffentlichung: 1. Dezember 1986                                                        |
| 1989 | One Step Ahead Nik Kershaw                                          | — | — | — | UK55 (1 Wo.)UK | — | Erstveröffentlichung: 23. Januar 1989                                                         |
| 1991 | The One and Only Chesney Hawkes                                     | DE8 (24 Wo.)DE | AT1 (15 Wo.)AT | CH4 (15 Wo.)CH | UK1 Gold + Silber · (16 Wo.)UK | US10 (20 Wo.)US | Erstveröffentlichung: 11. Februar 1991 Verkäufe: + 625.000                                    |
| 1991 | I Wanna Change the Score Tony Banks & Nik Kershaw                   | DE55 (11 Wo.)DE | — | — | — | — | Erstveröffentlichung: 17. Juni 1991                                                           |
| 1993 | The Woman I Love The Hollies                                        | — | — | — | UK42 (2 Wo.)UK | — | Erstveröffentlichung: 8. März 1993                                                            |
| 1993 | What’s Wrong with This Picture? Chesney Hawkes                      | DE71 (7 Wo.)DE | AT29 (1 Wo.)AT | — | UK63 (1 Wo.)UK | — | Erstveröffentlichung: 17. Mai 1993                                                            |
| 1993 | All Around the World Jason Donovan                                  | — | — | — | UK41 (3 Wo.)UK | — | Erstveröffentlichung: 26. Juli 1993                                                           |
| 1993 | Healing Love Cliff Richard                                          | — | — | — | UK19 (5 Wo.)UK | — | Erstveröffentlichung: 6. Dezember 1993                                                        |
| 1999 | Somebody Loves You Nik Kershaw                                      | — | — | — | UK70 (1 Wo.)UK | — | Erstveröffentlichung: 15. Februar 1999                                                        |
| 1999 | Sometimes Les Rythmes Digitales feat. N. K.                         | — | — | — | UK56 (1 Wo.)UK | — | Erstveröffentlichung: 26. Juli 1999                                                           |
| 1999 | Take Your Time (The Riddle ’99) Lightforce                          | DE62 (6 Wo.)DE | — | — | — | — | Erstveröffentlichung: 1999                                                                    |
| 2000 | The Riddle Gigi D’Agostino                                          | DE4 Gold · (28 Wo.)DE | AT14 Gold · (29 Wo.)AT | CH8 (19 Wo.)CH | — | — | Erstveröffentlichung: 2. Mai 2000 Verkäufe: + 525.000                                         |
| 2001 | Wounded Nik Kershaw                                                 | — | — | — | UK100 (1 Wo.)UK | — | Erstveröffentlichung: 7. Mai 2001                                                             |
| 2002 | Wouldn’t It Be Good Pure Pressure                                   | DE91 (1 Wo.)DE | AT68 (2 Wo.)AT | — | — | — | Erstveröffentlichung: 2002                                                                    |
| 2012 | The Riddle Anthem Jack Holiday & Mike Candys                        | DE44 (5 Wo.)DE | AT29 (4 Wo.)AT | CH26 (6 Wo.)CH | — | — | Erstveröffentlichung: 17. November 2012                                                       |
| 2018 | The Riddle Anthem Rework Jack Holiday & Mike Candys                 | — | — | CH88 (1 Wo.)CH | — | — | Erstveröffentlichung: 5. Oktober 2018                                                         |
| 2021 | Where the Lights Are Low Felix Jaehn mit Toby Romeo feat. Faulhaber | DE33 Gold · (18 Wo.)DE | AT40 (14 Wo.)AT | — | — | — | Erstveröffentlichung: 22. Januar 2021 Original: Nik Kershaw – The Riddle; Verkäufe: + 225.000 |

### Nik Kershaw als Produzent in den Charts
| Jahr | Titel Interpretation                           | Höchstplatzierung, Gesamtwochen, AuszeichnungChartplatzierungen (Jahr, Titel, Interpretation, Platzierungen, Wochen, Auszeichnungen, Anmerkungen) | Höchstplatzierung, Gesamtwochen, AuszeichnungChartplatzierungen (Jahr, Titel, Interpretation, Platzierungen, Wochen, Auszeichnungen, Anmerkungen) | Höchstplatzierung, Gesamtwochen, AuszeichnungChartplatzierungen (Jahr, Titel, Interpretation, Platzierungen, Wochen, Auszeichnungen, Anmerkungen) | Höchstplatzierung, Gesamtwochen, AuszeichnungChartplatzierungen (Jahr, Titel, Interpretation, Platzierungen, Wochen, Auszeichnungen, Anmerkungen) | Höchstplatzierung, Gesamtwochen, AuszeichnungChartplatzierungen (Jahr, Titel, Interpretation, Platzierungen, Wochen, Auszeichnungen, Anmerkungen) | Anmerkungen                                                |
| Jahr | Titel Interpretation                           | DE | AT | CH | UK | US | Anmerkungen                                                |
| ---- | ---------------------------------------------- | --- | --- | --- | --- | --- | ---------------------------------------------------------- |
| 1985 | When a Heart Beats Nik Kershaw                 | DE55 (5 Wo.)DE | — | — | UK27 (7 Wo.)UK | — | Erstveröffentlichung: 18. November 1985                    |
| 1986 | Nobody Knows Nik Kershaw                       | — | — | — | UK44 (3 Wo.)UK | — | Erstveröffentlichung: 29. September 1986                   |
| 1986 | Radio Musicola Nik Kershaw                     | — | — | — | UK43 (2 Wo.)UK | — | Erstveröffentlichung: 1. Dezember 1986                     |
| 1989 | One Step Ahead Nik Kershaw                     | — | — | — | UK55 (1 Wo.)UK | — | Erstveröffentlichung: 23. Januar 1989                      |
| 1991 | The One and Only Chesney Hawkes                | DE8 (24 Wo.)DE | AT1 (15 Wo.)AT | CH4 (15 Wo.)CH | UK1 Gold + Silber · (16 Wo.)UK | US10 (20 Wo.)US | Erstveröffentlichung: 11. Februar 1991 Verkäufe: + 625.000 |
| 1993 | What’s Wrong with This Picture? Chesney Hawkes | DE71 (7 Wo.)DE | AT29 (1 Wo.)AT | — | UK63 (1 Wo.)UK | — | Erstveröffentlichung: 17. Mai 1993                         |
| 1999 | Somebody Loves You Nik Kershaw                 | — | — | — | UK70 (1 Wo.)UK | — | Erstveröffentlichung: 15. Februar 1999                     |
| 2001 | Wounded Nik Kershaw                            | — | — | — | UK100 (1 Wo.)UK | — | Erstveröffentlichung: 7. Mai 2001                          |

## Remixe
- 1994: Let Loose – Seventeen (Remix)

## Statistik

### Chartauswertung
|                     | DE    | AT    | CH    | UK    | US    |
| ------------------- | ----- | ----- | ----- | ----- | ----- |
| Nummer-eins-Alben   | DE—DE | AT—AT | CH—CH | UK—UK | US—US |
| Top-10-Alben        | DE1DE | AT—AT | CH—CH | UK2UK | US—US |
| Alben in den Charts | DE3DE | AT—AT | CH2CH | UK3UK | US2US |

|                       | DE     | AT    | CH    | UK     | US    |
| --------------------- | ------ | ----- | ----- | ------ | ----- |
| Nummer-eins-Singles   | DE—DE  | AT—AT | CH1CH | UK1UK  | US—US |
| Top-10-Singles        | DE3DE  | AT1AT | CH3CH | UK6UK  | US—US |
| Singles in den Charts | DE10DE | AT2AT | CH4CH | UK14UK | US1US |

### Auszeichnungen für Musikverkäufe
| Goldene Schallplatte - Frankreich - 2000: für die Autorenbeteiligung The Riddle (Gigi D’Agostino) - Kanada - 1984: für das Album Human Racing - Polen - 2021: für die Autorenbeteiligung Where the Lights Are Low (Toby Romeo, Felix Jaehn & Faulhaber) - Schweden - 1991: für die Autorenbeteiligung The One and Only (Chesney Hawkes) | Platin-Schallplatte - Neuseeland - 1985: für das Album The Riddle |

Anmerkung: Auszeichnungen in Ländern aus den Charttabellen bzw. Chartboxen sind in ebendiesen zu finden.
| Land/RegionAuszeichnungen für Musikverkäufe (Land/Region, Auszeichnungen, Verkäufe, Quellen) | Silber     | Gold     | Platin     | Verkäufe  | Quellen                   |
| -------------------------------------------------------------------------------------------- | ---------- | -------- | ---------- | --------- | ------------------------- |
| Deutschland (BVMI)                                                                           | —          | 2× Gold2 | —          | 450.000   | musikindustrie.de         |
| Frankreich (SNEP)                                                                            | —          | Gold1    | —          | 250.000   | snepmusique.com           |
| Kanada (MC)                                                                                  | —          | Gold1    | —          | 50.000    | musiccanada.com           |
| Neuseeland (RMNZ)                                                                            | —          | —        | Platin1    | 20.000    | aotearoamusiccharts.co.nz |
| Österreich (IFPI)                                                                            | —          | Gold1    | —          | 25.000    | ifpi.at                   |
| Polen (ZPAV)                                                                                 | —          | Gold1    | —          | 25.000    | olis.pl                   |
| Schweden (IFPI)                                                                              | —          | Gold1    | —          | 25.000    | sverigetopplistan.se      |
| Vereinigtes Königreich (BPI)                                                                 | 6× Silber6 | 2× Gold2 | 2× Platin2 | 2.320.000 | bpi.co.uk                 |
| Insgesamt                                                                                    | 6× Silber6 | 9× Gold9 | 3× Platin3 |           |                           |